# Лёб, Жюль Леопольд
Жюль Леопольд Лёб (фр. Jules-Léopold Loeb; 13 мая 1852, Страсбург — 4 ноября 1933, Страсбург) — французский виолончелист.
Родился в Страсбурге в семье Эфраима Лёба (1813—1874) и Адели Блюм (1823—1915). Выступал в составе фортепианного трио с Изидором Филиппом и Анри Бертелье, в составе этого ансамбля, в частности, стал первым исполнителем Второго фортепианного трио Камиля Сен-Санса (1892). Участвовал также в камерных ансамблях с участием духовых инструментов под руководством Поля Таффанеля. В 1883 году вместе с автором стал первым исполнителем Элегии Габриэля Форе (в первоначальной редакции для виолончели и фортепиано), которая ему и посвящена. В 1905 г. вместе с Луи Дьемером стал первым исполнителем сонаты для виолончели и фортепиано Теодора Дюбуа; в 1907 г., вместе с автором, — сонаты для виолончели и фортепиано Шарля Мари Видора.
С 1900 г. профессор Парижской консерватории; среди его учеников, в частности, Андре Наварра, занимался у Лёба и Морис Марешаль. Автор различных дидактических сочинений для своего инструмента.